# 普天寿站
普天寿站（英語：Prudential station）位于马萨诸塞州波士顿亨廷顿大道与贝尔维迪尔街路口，靠近普天寿商业综合体和保德信大厦，是轻轨绿线E支线地下车站。车站为完全无障碍车站，候车站台升高以便乘客上下车，并设有升降电梯到达普天寿中心购物广场。

## 历史

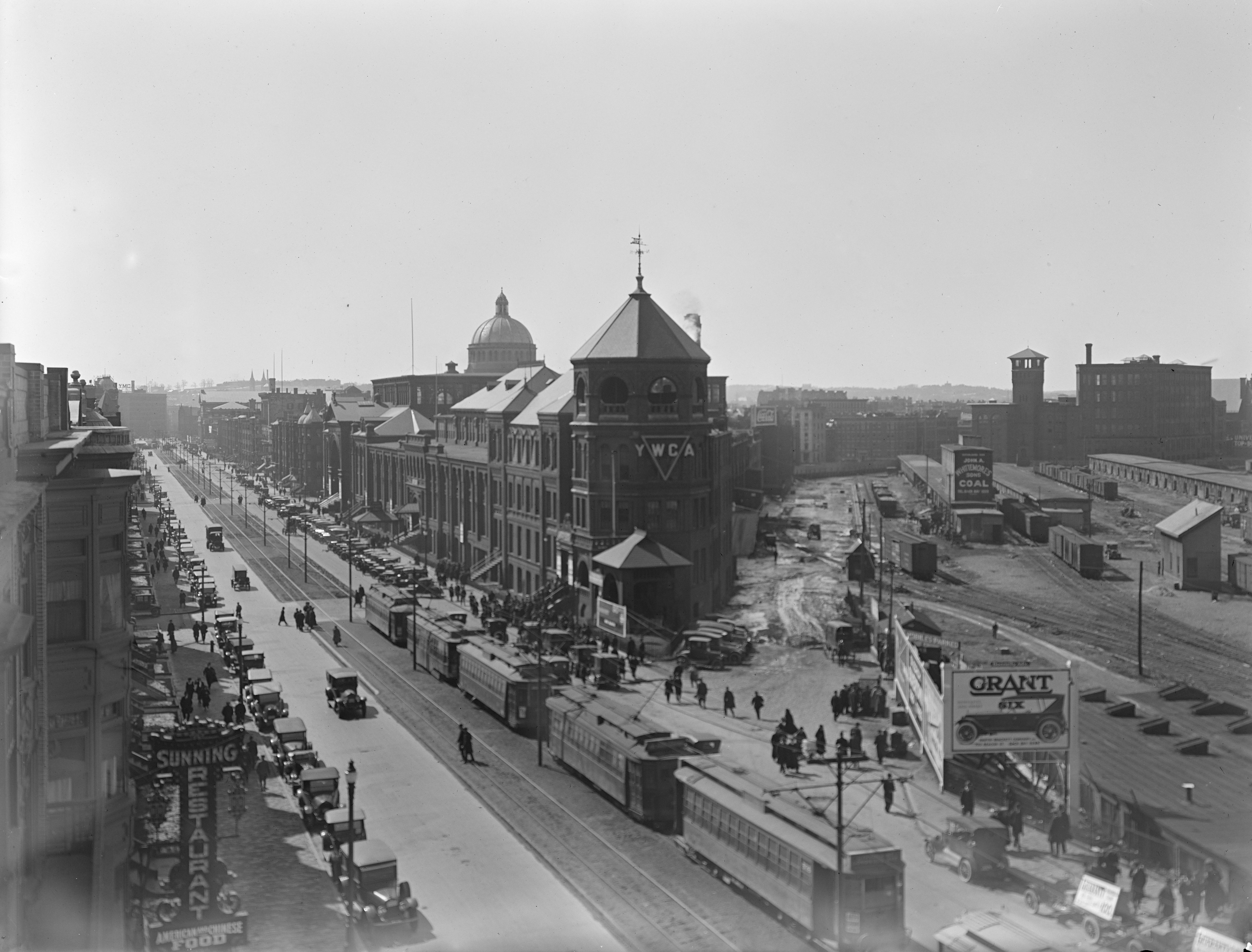
有轨电车停靠在亨廷顿大道机械大厅站（1920年）

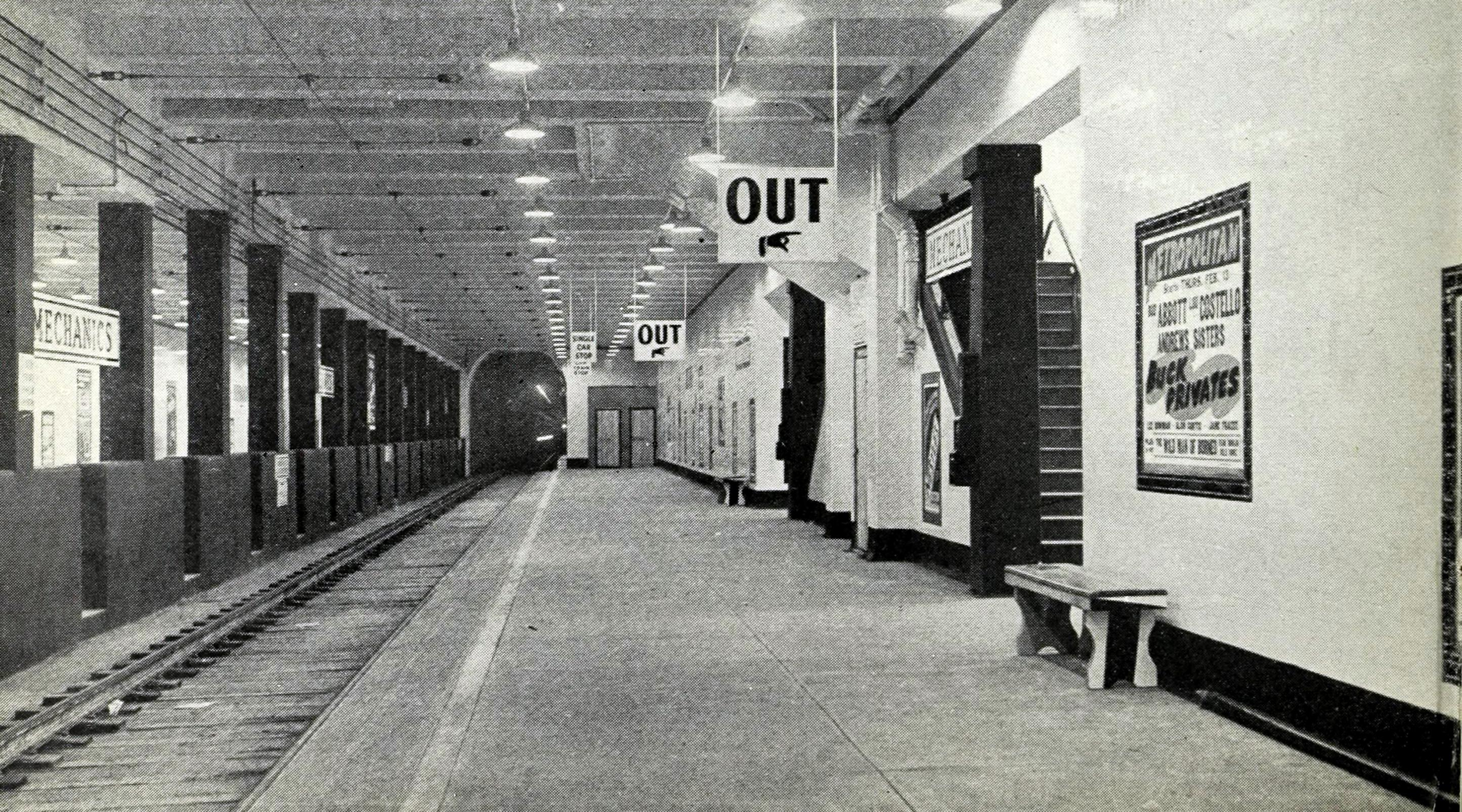
机械大厅站开放前站内照片

亨廷顿大道上的轨道最初于1883年铺设至马萨诸塞大道。1894年轨道电气化，并一直延伸到科普利广场。1897年特里蒙特街地铁科隧道开通后，有轨电车改用隧道前往公园街。1903年，往返于公园街站和阿博维站之间的有轨电车开通，并持续运营了80年。1914年，博伊尔斯顿隧道建成后，有轨电车再次变更路线，使用该隧道。 
30年代以前，科普利和博伊尔斯顿街交通繁忙。亨廷顿大道上有轨电车行驶在道路中央隔离带，而博伊尔斯顿街上车辆混行，造成有轨电车延误。1941年2月16日，亨廷顿大道地铁项目在线路上增设两个站点，分别为机械大厅站和交响大厅站。车站分别以临近的机械大厅会议礼堂和波士顿交响大厅命名。亨廷顿大道地铁项目由公共事业振兴署发起，开始于大萧条，建成后来自亨廷顿大道的有轨电车从地下进入科普利广场，节省大概15分支的拥堵时间。
保德信大厦（又名普天寿大厦）于1964年竣工，机械站也因此于同年12月3日更名为普天寿站。
很多年以来，普天寿站和交响大厅站都是波士顿地铁标准的预检票车站，然而为应对财政支出，这两座地下车站一段时间改成了上车检票模式。2006年，马萨诸塞湾交通局对票务系统升级时引入了查理卡、查理票电子检票系统后，这两座车站再次改成预检票模式。

## 车站结构
| G  | 地面               | 出入口                |
| B1 | 侧式站台，右侧开门 | 侧式站台，右侧开门    |
| B1 | 出城               | 往希思街 （交响大厅） |
| B1 | 入城               | 往莱希米尔 （科普利） |
| B1 | 侧式站台，右侧开门 |                       |